# 长征五号B运载火箭
长征五号B运载火箭，也被称为长征五号乙运载火箭（简称：长五B或长五乙，缩写：CZ-5B或LM-5B），属于长征五号系列火箭，是中国航天科技集团公司在长征五号运载火箭的基础上，按照通用化、系列化、组合化思想设计，通过移去芯二级和级间段并延长整流罩等发展而来的一款大型运载火箭，也是中国首个一级半构型的大型运载火箭，是目前中国近地軌道運載能力最大的火箭。
长征五号B运载火箭专门为中国载人航天工程中国空间站研制；为容纳空间站舱段，其整流罩长度达20.5米，直徑5.2米。

## 设计

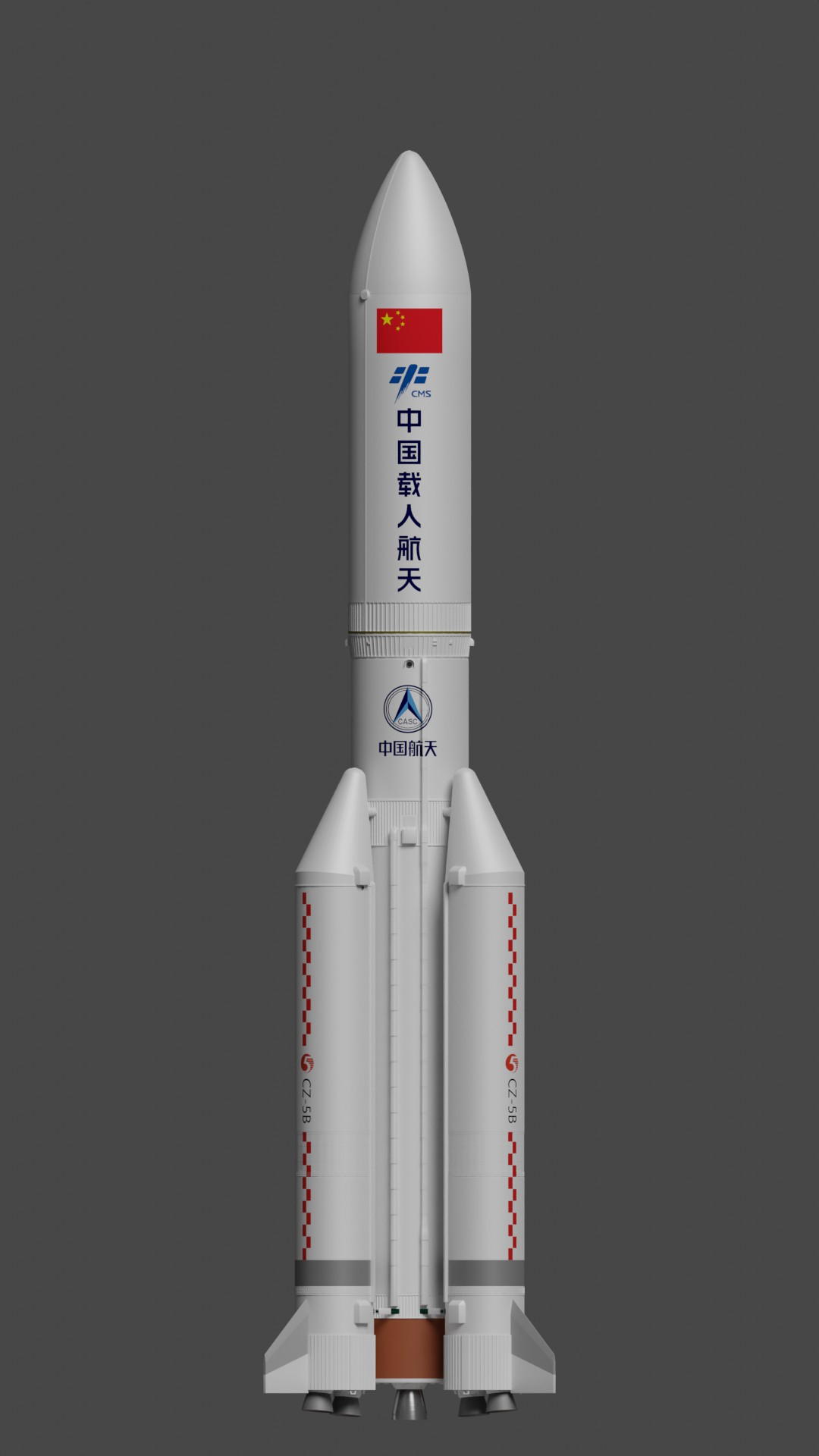
长征五号B运载火箭渲染图

相比于长征五号，長征五號B運載火箭一级尾段壁板和防热板结构成型工艺中，航天一院703所用大直径大厚度碳纤维复合材料蜂窝夹层结构整体成型取代了原本采用的组合梁结合分瓣玻璃钢底板方案，减重约400千克。助推器方面，航天八院通过将原头锥捆绑点下方的多层串联结构优化为并联共承力结构，并通过减少气瓶等，共减重约700千克。
其所屬的長征五號系列不但是中國最大最先進且環保的火箭之一，更是亞洲製造商首次推出此規格的运载火箭（此前亞洲的大型火箭為日本三菱重工集團的產品H-IIB型）。尽管其LEO单位发射报价（$5000每千克）近乎猎鹰9号（$2600每千克）的两倍，仍有观点认为未來長五的經濟性讓中國公司在市場上也可以與世界一流業者如SpaceX等對手競爭全球訂單。

## 历史
长征五号B运载火箭于2012年开始按中国运载火箭研制流程和中国载人航天工程要求立项研制。作为载人航天工程“第二步”的组成部分，天宫三号曾计划于2015年使用长征五号B发射，后本次任务随天宫三号一同取消。
2018年11月，长征五号B通过初样转试样研制阶段评审，进入试样研制阶段。长征五号B遥一运载火箭于2019年4月完成第一个部段级产品，7月开始总装，11月总装完成。2020年1月19日，遥一箭通过出厂评审。2020年5月5日18时00分，长征五号B搭载中国新一代载人飞船试验船和柔性充气式货物返回舱试验舱，从文昌航天发射场点火升空，首飞取得成功。长五B首飞成功后，该型号火箭被用于发射中国空间站的各个舱段：2021年4月底发射的天和核心舱、2022年7月底发射的问天实验舱、2022年10月底发射的梦天实验舱。2024年将应用远征二号上面级首次发射、预计将于2025年发射的巡天太空望远镜。

## 发射记录

### 已发射
| 飞行次序           | 火箭序号 | 上面级       | 起飞时间（UTC+8）                  | 发射工位               | 有效载荷                                        | 卫星入轨轨道 | 发射结果 | 备注 |
| ------------------ | -------- | ------------ | ---------------------------------- | ---------------------- | ----------------------------------------------- | ------------ | -------- | --- |
| 1                  | 遥一     | 无           | 2020年5月5日 18时00分27.092秒      | 文昌航天发射场一号工位 | 新一代载人飞船试验船 柔性充气式货物返回舱试验舱 | 近地轨道     | 成功     | 其搭载的新一代载人飞船试验船在船箭分离后自主提升至大椭圆轨道。载人飞船挂载的柔性充气式货物返回舱试验舱在返回过程中出现异常。载人飞船返回舱于5月8日13时49分在东风着陆场安全着陆。 任务代号：921-CZ5B/Y1 |
| 2                  | 遥二     | 无           | 2021年4月29日 11时23分15秒613毫秒  | 文昌航天发射场一号工位 | 天和核心舱                                      | 近地轨道     | 成功     | 天和核心舱与火箭成功分离，进入预定轨道，之后太阳能帆板两翼顺利展开且工作正常，发射任务取得圆满成功 |
| 3                  | 遥三     | 无           | 2022年7月24日 14时22分32秒057毫秒  | 文昌航天发射场一号工位 | 问天实验舱                                      | 近地轨道     | 成功     | 发射重量23.2吨，刷新中国航天发射载荷重量纪录 |
| 4                  | 遥四     | 无           | 2022年10月31日 15时37分23秒191毫秒 | 文昌航天发射场一号工位 | 梦天实验舱                                      | 近地轨道     | 成功     | [ 17 ] |
| 5                  | 遥六     | 远征二号遥二 | 2024年12月16日 18时00分            | 文昌航天发射场一号工位 | 卫星互联网低轨01组卫星                          | 极地轨道     | 成功     | 一级不入轨 |
| 6                  | 遥七     | 远征二号遥三 | 2025年4月29日 4时10分              | 文昌航天发射场一号工位 | 卫星互联网低轨03组卫星                          | 极地轨道     | 成功     | 一级不入轨 |
| 7                  | 遥八     | 远征二号遥四 | 2025年8月13日 14时43分             | 文昌航天发射场一号工位 | 卫星互联网低轨08组卫星                          | 极地轨道     | 成功     | 一级不入轨 |
| \| 成功率：100% \| |          |              |                                    |                        |                                                 |              |          | |
| 成功率：100%       |          |              |                                    |                        |                                                 |              |          | |

### 计划中
| 飞行次序 | 火箭序号 | 上面級 | 预计起飞时间（UTC+8） | 发射工位               | 有效载荷       | 卫星轨道 |
| -------- | -------- | ------ | --------------------- | ---------------------- | -------------- | -------- |
|          | 遥五     |        | 2027年                | 文昌航天发射场一号工位 | 巡天空间望远镜 | 近地轨道 |

### 數據統計
发射结果
- 成功
- 计划
- 部分失利
- 失利

火箭构型
- 五号B
- 五号B远征二号上面级

## 残骸处理
长征五号B的前4次发射引起了一些关于其残骸处理的讨论。由于长征五号B采用一级半构型，这4次发射中芯一级和载荷一起入轨，随后又坠向地球。长五火箭芯一级壳体采用铝合金材质制造，很容易在高速穿越大气层的过程中完全焚毁，仅有极少数的耐热部件有可能抵达地面（如引擎、低温燃料管线），但是长五B芯级20吨级的大质量的无控再入在航天史上非常少见，加上高层大气的环境的诸多不确定性，导致再入点难以准确预报，每一次长五B完成发射后仍然会引发一些西方国家的媒体以及航天机构的担忧和批评。长征五号B运载火箭的第一級殘骸被認爲是有史以來第四重的無控殘骸。
事实上，从该型号遥二火箭开始，中国载人航天办公室在芯级再入前数小时公布火箭末级的轨道数据，预计的再入时间，以及预计再入区域中心点的经纬度。火箭工程师陈亮与陈曙光指，区别于高轨道火箭可以多次点火完成受控再入，长征5号B属于近地轨道火箭，星箭分离后会进入“钝化”流程，即卸载推进级内的电能、推进剂、高压气体以防爆炸产生额外的太空垃圾，但在此过程中会基本失去与地面的通讯能力，自主控制系统也会关闭，之后所有的动作都将是「既定」的，且火箭设计之初已经考虑到残骸再入大气层的问题，对残骸风险控制也做了详细规划。不過也被比如美國等指出，以自家火箭舉例，按國際慣例，一般是要求具備更先進的功能，如可控再入與自毀設計。美國航空航天公司顧問穆爾豪普特和其他專家表示，雖然美國也有墜落事件，但此類事件與中國對長征五號B火箭的使用不同。尤其考慮到長征五號的大小是這五十年來最大的，故儘管承認傷人機率極低，也認可中國事先警告墜落地點的作法，但他们认为既然仍有打中城市可能性，就说明長征五號設計上顯然做得不夠，而仍可見被其他國家的批評。美國天體物理學家麥道威（Jonathan McDowell）表示，自從1979年重達76噸的美國國家航空暨太空總署（NASA）天空实验室空间站錯誤估計導致殘骸掉入澳洲的重大疏失後，自1990年以來，美國等國家不會允許任何超過10噸的太空殘骸不受控重返大氣層，而長征五號B遙二火箭的淨重，已達21噸。
从2024年12月16日的第5次发射开始，由于额外配备上面级火箭，长征五号B芯一级不再入轨，而是落入提前预设的区域，解决了残骸处理的问题。

### 國際反應
前4次发射的残骸坠落引起國際媒體与航天机构的关注，并對其落點做追踪。美国国家航空航天局（NASA）兩位曾任局长吉姆·布里登斯廷、比爾·納爾遜均提出批評與危害，认为没有尽力降低风险，并指责没有公开透明，建議應達到《阿尔忒弥斯协定》的標準。欧洲空间局（ESA）负责人Nicolas Brobrinsky則呼吁长五B应该改進设计並引入规范。俄罗斯航天集团总裁德米特里·罗戈津也在其官网公布预测坠落地图，但强调火箭残骸不会在俄罗斯联邦境内坠落。欧美部分国家的安全部队（如希腊与美国）和地区（如意大利）也对坠落境內做准备。
2022年7月，长征5号B残骸第3次不受控制地坠落引起国际媒体与航天机构的关注。欧洲航空安全局（EASA）推测坠落路线在南北纬41度区域内，并向欧洲南部的保加利亚、法国、希腊、意大利、马耳他、葡萄牙和西班牙的航空业发出警告，建议短暂关闭空域。东南亚也在坠落区域内，而包括印尼航空轨道再入和碎片研究中心 (CORDS)、马来西亚航天局（MYSA）、泰国空间地理发展局 (GISTDA) 和美国太空司令部在内表示无法在坠落前确定重新再入的确切位置。火箭残骸最终在跨越马来西亚砂拉越上空，并在菲律宾苏禄海坠落。中国官员在坠落后也尚未提供确切细节。美国宇航局局长（NASA）比爾·納爾遜批评北京政府未能分享火箭降落的细节是不负责任和冒险的：「所有航天国家都应该遵循既定的最佳作法，并尽自身能力提前分享这类信息，以便可靠地预测潜在的碎片撞击风险，特别是针对长征5号B这种重型运载工具，它这会带来重大的生命和财产损失风险。 比爾·納爾遜也强调「提前分享信息对于负责任地使用太空和确保地球上人们的安全至关重要」。
2022年11月4日，一枚重达23吨，大小约30米的中国长征五号B运载火箭残骸再次不受控制地坠落，于11时01分落入南太平洋海域。这是为建造中国天宫空间站的梦天实验舱，10月31日从海南文昌发射的长征五号的一部份，也是2年来中国第5次长征系列火箭残骸坠落。欧洲航空安全局（EASA）与美国太空司令部发布火箭残骸的坠落路线包括从葡萄牙到賽普勒斯的南欧、非洲大部分领空、澳大利亚东南部至北美大陆等。该宣布引起了相关国家的恐慌和警报。作为预防措施，西班牙民航局关闭了加泰罗尼亚、巴利阿里群岛、卡斯蒂利亚莱昂、拉里奥哈和阿拉贡几个机场的领空。意大利还向撒丁岛、拉齐奥、莫利塞、普利亚和卡拉布里亚5个地区发出安全警报，泰国也采取相同措施。法国决定暂时关闭科西嘉岛以南的领空。多名太空航天学家对此谴责中国让其火箭助推器不受控制地返回地球的做法。美国国家航空航天局（NASA）比爾·納爾遜于同日采访中批评中国当局继续这种做法，也指责中方没有分享预测着陆地点和降低风险所需的具体轨迹信息是冒险且不负责任的。
2022年11月6日至9日，菲律宾先后在巴拉望省和西民都洛省发现火箭的其他残骸，据悉残骸来自2022年10月31日发射火箭的一部分。11月20日，菲律宾在与中方在存有争议的中业岛海域附近发现残骸，引起中菲外交纷争。12月17日，菲律宾在莱特省附近的海域再次发现和打捞了火箭碎片，菲律宾海岸警卫队亦向沿海村庄和当地渔民发布有关残骸可能危害航道安全的警告信息。

### 歷次芯級再入與相關殘骸記錄
| 发射序号 | 发射日期（UTC+8）       | 再入日期（UTC+8）     | 在轨逗留时长                      | 再入地点（经纬度，如有公布）                  | 备注，参考资料                                                                                   |
| -------- | ----------------------- | --------------------- | --------------------------------- | --------------------------------------------- | ------------------------------------------------------------------------------------------------ |
| 遥一     | 2020年5月5日 18时00分   | 2020年5月12日 23时    | 7天5小时，芯一级绕行地球达102圈。 | 科特迪瓦 马洪努村                             | 有报导猜测火箭的金属物件至少损毁了两栋建筑物，其中发现一个长达12米的液氧管道。                   |
| 遥二     | 2021年4月29日 11时23分  | 2021年5月9日 10时24分 | 8天23小时                         | 东经72.47°，北纬2.65° 印度洋 马尔代夫以北海域 | 印度洋上空燒毀，由於再入點在阿拉伯半島，引起當地民眾觀測。                                       |
| 遥三     | 2022年7月24日 14时22分  | 2022年7月31日 0时55分 | 6天11小时                         | 东经119.0°，北纬9.1° 苏禄海                   | 印尼西加里曼丹省桑高发现3块残骸，马来西亚砂拉越石山也有2块残骸。菲律宾在民都洛海域也发现残骸碎片 |
| 遥四     | 2022年10月31日 15时37分 | 2022年11月4日 18时8分 | 4天3小时                          | 西经101.9°，北纬9.9° 墨西哥西南方向太平洋海域 | [ 78 ] [ 79 ]                                                                                    |